# Campeonato Europeu Júnior de Natação de 1996
O Campeonato Europeu Júnior de Natação de 1996 foi a 23ª edição do evento organizado pela Liga Europeia de Natação (LEN). A competição foi realizada entre os dias 8 e 11 de agosto de 1996 em Copenhaga na Dinamarca. Foi realizado um total de 42 provas tendo como destaque a Alemanha com 33 medalhas no total, sendo nove só de ouro.

## Participantes
- Natação: Feminino de 14 a 15 anos (1982 e 1981) e masculino de 16 a 17 anos (1980 e 1979).
- Saltos Ornamentais: Grupo A é composto por saltadores de 16, 17 e 18 anos (1980, 1979 e 1978), tanto masculino quanto feminino. Grupo B é composto por saltadores de 14 a 15 anos (1982 e 1981), tanto masculino quanto feminino.

## Medalhistas

### Natação
Os resultados foram os seguintes. 
Masculino
| Evento          | Ouro                            | Ouro     | Prata                        | Prata    | Bronze                        | Bronze   |
| 100 m Livre     | Itália · Mauro Gallo            | 51.64    | Hungria · Tamás Kerékjártó   | 52.05    | Reino Unido · Danny Wilks     | 52.27    |
| 200 m Livre     | Hungria · Miklós Kollár         | 1:52.16  | Macedónia Aleksandar Malenko | 1:53.57  | Hungria · Tamás Kerékjártó    | 1:54.07  |
| 400 m Livre     | Ucrânia · Denis Zavgorodny      | 3:56.24  | Hungria · Miklós Kollár      | 3:56.63  | Alemanha · Jörg Hünecke       | 3:57.36  |
| 1500 m Livre    | Ucrânia · Denis Zavgorodny      | 15:27.34 | Alemanha · Jörg Hünecke      | 15:40.99 | França · Johann Le Bihan      | 15:41.55 |
| 100 m Costas    | Alemanha · Robert Kroll         | 57.49    | Espanha · David Ortega       | 57.71    | Alemanha · Sebastian Halgasch | 58.02    |
| 200 m Costas    | Alemanha · Sebastian Halgasch   | 2:03.72  | Israel · Ioav Gath           | 2:04.74  | Alemanha · Robert Kroll       | 2:05.30  |
| 100 m Peito     | Suíça · Remo lütlof             | 1:04.00  | Polónia · Marcin Kulisz      | 1:04.51  | Ucrânia · Oleg Lisogor        | 1:04.96  |
| 200 m Peito     | Países Baixos · Camillo Berenos | 2:19.92  | Rússia · Pavel Anokhin       | 2:20.23  | Polónia · Filip Wroński       | 2:21.14  |
| 100 m Borboleta | Hungria · Miklós Kollár         | 55.50    | Macedónia Aleksandar Malenko | 55.69    | Suécia · Valter Magnusson     | 55.79    |
| 200 m Borboleta | Macedónia Aleksandar Malenko    | 2:00.57  | Hungria · Miklós Kollár      | 2:01.10  | Reino Unido · Edward Clement  | 2:03.07  |
| 200 m Medley    | Hungria · Tamás Kerékjártó      | 2:05.05  | Suécia · Michael Jacobsson   | 2:05.72  | Bélgica · Roel Janssen        | 2:07.12  |
| 400 m Medley    | França · Johan Le Bihan         | 4:26.78  | Suécia · Michael Jacobsson   | 4:27.09  | Macedónia Aleksandar Malenko  | 4:27.62  |
| 4x100 m Livre   | Suécia                          | 3:28.19  | Reino Unido                  | 3:28.85  | Alemanha                      | 3:29.30  |
| 4x200 m Livre   | Rússia                          | 7:39.67  | Alemanha                     | 7:41.50  | Itália                        | 7:42.32  |
| 4x100 m Medley  | Alemanha                        | 3:49.35  | Bielorrússia                 | 3:50.66  | Suécia                        | 3:51.39  |

Feminino
| Evento          | Ouro                           | Ouro    | Prata                              | Prata   | Bronze                         | Bronze  |
| 100 m Livre     | Hungria · Anna Nyiry           | 57".42  | Alemanha · Janina Götz             | 58.47   | Roménia · Camelia Potec        | 58.61   |
| 200 m Livre     | Alemanha · Janina Götz         | 2:02.84 | Países Baixos · Maartje Kouwenberg | 2:04.44 | Roménia · Camelia Potec        | 2:06.03 |
| 400 m Livre     | Alemanha · Janina Götz         | 4:17.93 | Itália · Cristina Bolzonello       | 4:20.43 | Roménia · Camelia Potec        | 4:20.45 |
| 800 m Livre     | Alemanha · Hannah Stockbauer   | 8:46.15 | Itália · Cristina Bolzonello       | 8:46.49 | Chéquia · Jana Pechanová       | 8:48.79 |
| 100 m Costas    | Rússia · Yulia Fomenko         | 1:04.47 | Hungria · Anna Nyiry               | 1:04.54 | Alemanha · Anne Wiesner        | 1:04.78 |
| 200 m Costas    | Reino Unido · Helen Don Duncan | 2:15.61 | Itália · Laura Porchianello        | 2:15.81 | Alemanha · Anne Wiesner        | 2:18.10 |
| 100 m Peito     | Hungria · Ágnes Kovács         | 1:10.38 | Rússia · Ludmila Mamontova         | 1:12.04 | Alemanha · Annika Holz         | 1:13.10 |
| 200 m Peito     | Hungria · Ágnes Kovács         | 2:29.85 | França · Julie Marchesin           | 2:35.45 | Rússia · Ludmila Mamontova     | 2:35.62 |
| 100 m Borboleta | Hungria · Anna Nyiry           | 1:02.38 | Ucrânia · Zhanna Lozumyrska        | 1:02.49 | Itália · Erica Barazza         | 1:03.45 |
| 200 m Borboleta | Itália · Erica Barazza         | 2:16.07 | Espanha · Mireia Garcia            | 2:18.52 | Alemanha · Franziska Willwoldt | 2:18.54 |
| 200 m Medley    | Roménia · Simona Păduraru      | 2:20.13 | Itália · Laura Porchianello        | 2:20.29 | Polónia · Kinga Jelonek        | 2:21.28 |
| 400 m Medley    | Roménia · Simona Păduraru      | 4:52.28 | Ucrânia · Yana Klochkova           | 4:53.95 | Macedónia Mirjana Bosevska     | 4:56.23 |
| 4x100 m Livre   | Alemanha                       | 3:52.44 | Reino Unido                        | 3:53.88 | Itália                         | 3:55.44 |
| 4x200 m Livre   | Itália                         | 8:23.05 | Reino Unido                        | 8:23.28 | Alemanha                       | 8:23.43 |
| 4x100 m Medley  | Rússia                         | 4:19.53 | Alemanha                           | 4:19.74 | Itália                         | 4:24.29 |

### Saltos ornamentais

#### Grupo A
Masculino
| Evento                     | Ouro                         | Ouro   | Prata                      | Prata  | Bronze                       | Bronze |
| Trampolim 1 m individual   | Alemanha · Christian Löffler | 498.00 | Rússia · Igor Lukashin     | 497.75 | Ucrânia · Aleksandr Skripnik | 490.95 |
| Trampolim 3 m individual   | Ucrânia · Aleksandr Skripnik | 551.45 | Alemanha · Markus Albrecht | 540.95 | Itália · Nicola Marconi      | 512.65 |
| Plataforma 10 m individual | Ucrânia · Aleksandr Skripnik | 576.95 | Rússia · Dmitri Baibakov   | 490.35 | Alemanha · Richard Wegner    | 485.45 |

Feminino
| Evento                     | Ouro                         | Ouro   | Prata                    | Prata  | Bronze                        | Bronze |
| Trampolim 1 m individual   | Alemanha · Ditte Kotzian     | 396.00 | Alemanha · Tronier       | 388.15 | Rússia · Dobrynina            | 385.10 |
| Trampolim 3 m individual   | Ucrânia · Efimenko           | 484.65 | Alemanha · Ditte Kotzian | 448.10 | Ucrânia · Suvorova            | 432.05 |
| Plataforma 10 m individual | Roménia · Clara Elena Ciocan | 398.05 | Rússia · Alferova        | 360.50 | Rússia · Yevgenya Olshevskaya | 360.35 |

#### Grupo B
Masculino
| Evento                     | Ouro                       | Ouro   | Prata                     | Prata  | Bronze                             | Bronze |
| Trampolim 1 m individual   | Rússia · Varakin           | 338.75 | Ucrânia · Dmytro Lysenko  | 332.15 | Alemanha · Patrick Rodriguez-Rubio | 322.80 |
| Trampolim 3 m individual   | Rússia · Roman Kormylitsin | 387.15 | Rússia · Sergei Kuchmasov | 361.90 | Ucrânia · Dmytro Lysenko           | 354.75 |
| Plataforma 10 m individual | Rússia · Roman Kormylitsin | 308.50 | Hungria · András Hajnal   | 305.75 | Rússia · Varakin                   | 280.50 |

Feminino
| Evento                     | Ouro                   | Ouro   | Prata                      | Prata  | Bronze                     | Bronze |
| Trampolim 1 m individual   | Suécia · Anna Lindberg | 324.85 | Alemanha · Martha Kirchoff | 311.50 | Alemanha · Heike Fischer   | 310.50 |
| Trampolim 3 m individual   | Suécia · Anna Lindberg | 377.55 | Alemanha · Heike Fischer   | 321.05 | Alemanha · Jentsch         | 317.30 |
| Plataforma 10 m individual | Suécia · Anna Lindberg | 394.70 | Rússia · Lushpaieva        | 255.20 | Hungria · Krisztina Falkay | 326.85 |

## Quadro de medalhas
| Ordem | País          | Medalha de ouro | Medalha de prata | Medalha de bronze | Total |
| ----- | ------------- | --------------- | ---------------- | ----------------- | ----- |
| 1     | Alemanha      | 9               | 9                | 13                | 31    |
| 2     | Hungria       | 7               | 5                | 2                 | 14    |
| 3     | Rússia        | 6               | 7                | 4                 | 17    |
| 4     | Ucrânia       | 5               | 3                | 4                 | 12    |
| 5     | Suécia        | 4               | 2                | 2                 | 8     |
| 6     | Itália        | 3               | 4                | 5                 | 12    |
| 7     | Roménia       | 3               | 0                | 3                 | 6     |
| 8     | Reino Unido   | 1               | 3                | 2                 | 6     |
| 9     | Macedónia     | 1               | 2                | 2                 | 5     |
| 10    | França        | 1               | 1                | 1                 | 3     |
| 11    | Países Baixos | 1               | 1                | 0                 | 2     |
| 12    | Suíça         | 1               | 0                | 0                 | 1     |
| 13    | Espanha       | 0               | 2                | 0                 | 2     |
| 14    | Polónia       | 0               | 1                | 2                 | 3     |
| 15    | Bielorrússia  | 0               | 1                | 0                 | 1     |
| 15    | Israel        | 0               | 1                | 0                 | 1     |
| 17    | Chéquia       | 0               | 0                | 1                 | 1     |
| 17    | Bélgica       | 0               | 0                | 1                 | 1     |
| Total | Total         | 42              | 42               | 42                | 126   |